# Maria Pavlovna da Rússia (1786–1859)
Maria Pavlovna da Rússia (em russo:Мария Павловна), (16 de fevereiro de 1786 - 23 de junho de 1859) foi a terceira filha da czar Paulo I da Rússia e da czarina Maria Feodorovna, nascida princesa Sofia Doroteia de Württemberg.
Foi grã-duquesa de Saxe-Weimar-Eisenach por casamento com o grão-duque Carlos Frederico, Grão-Duque de Saxe-Weimar-Eisenach.

## Biografia

### Primeiros anos
Nascida no dia 16 de Fevereiro de 1786 em São Petersburgo, Maria Pavlovna foi criada nos palácios sumptuosos do pai desde Pavlovsk até Gatchina, passando pelo Palácio de Inverno era foi a filha do imperador russo Paulo I e da imperatriz Maria Fedorovnanascida Sofia Doroteia de Württemberg. Catarina II supervisionou a criação e educação de sua neta. A Grã-Duquesa recebeu uma educação multifacetada.
Quando criança, Maria não era considerada bonita: as suas feições estavam desfiguradas devido a uma aplicação pioneira de uma vacina contra a varíola. A sua avó, Catarina, a Grande, admirava o seu talento precoce como pianista, mas declarou que seria melhor que ela tivesse nascido rapaz. O seu professor de música era Ludwig-Wilhelm Tepper de Ferguson, um compositor. Em 1796, a sua avó morreu, o que fez com que o seu pai subisse ao trono como czar Paulo I da Rússia.
Maria Pavlovna era a favorita de seu pai, que a destacou por sua firmeza, vontade, comportamento direto e sincero. Após o casamento das duas filhas mais velhas, Alexandra e Helena, os pais também começaram a pensar sobre o destino de Maria.

### Casamento
Quando Maria tinha apenas catorze anos de idade, surgiu a questão sobre o possível casamento com o filho mais velho do Duque de Saxe-Weimar. No verão de 1803, o príncipe herdeiro Carlos Fredrico chegou a São Petersburgo e viveu na Rússia por quase um ano. Este longo período desempenhou um papel positivo para a união.
A família Ducal com a qual os Romanov estava a se relacionar era uma das mais antigas e mais poderosas da Europa. O Ducado de Saxe-Weimar-Eisenach surgiu como estado independente no século XVI. A avó de Carlos Frederico, Duquesa Ana Amália, transformou o ducado em um centro cultural da Europa. Serviu de casa para muitos poetas, músicos, filósofos e artistas. Goethe viveu aqui durante quase seis décadas. Graças aos seus esforços, o filósofo e historiador Johann Gottfried Herder e Frederico Schiller mudaram-se para Weimar.

O casamento com uma princesa russa era de grande importância política para o pequeno ducado. Na altura, Napoleão era uma grande ameaça para toda a Europa. O Ducado só conseguiu manter a sua independência, porque nessa altura Napoleão estava interessado em manter a paz com o Império Russo.Schiller dedicou uma peça de teatro a Maria Pavlovna a cantata "Saudações das Artes", onde expressou a sua admiração pela beleza e nobreza da futura Duquesa de forma alegórica:
A Árvore do Outro, Que nós plantamos, Cresça e crie raízes Neste solo, minha querida. Fundir-se rapidamente Os suaves laços de amor Nossa pátria estará lá Onde fazemos as pessoas felizes!
No dia 3 de agosto de 1804, Maria casou-se com o grão-duque Carlos Frederico de Saxe-Weimar-Eisenach. O casal viveu em São Petersburgo nove meses antes de partir para Weimar. Aí Maria foi saudada com uma série de festividades, descritas por Christoph Martin Wieland: "A parte mais festiva de todos os magníficos bailes, fogos-de-artificio, desfiles, comédias e iluminações foi a alegria que varreu a cidade com a chegada da nossa nova princesa." O casal teve quatro filhos.
Em 1828, após a morte do Grão-Duque Carlos Augusto, o marido de Maria Pavlovna assumiu o trono e ela tornou-se Grã duquesa.
Após a morte do grão-duque Carlos Frederico em 1853, Maria retirou-se da vida pública.
A sua última viagem à Rússia foi para a coroação do seu sobrinho, Alexandre II da Rússia em 1855.

### Padroeira das artes

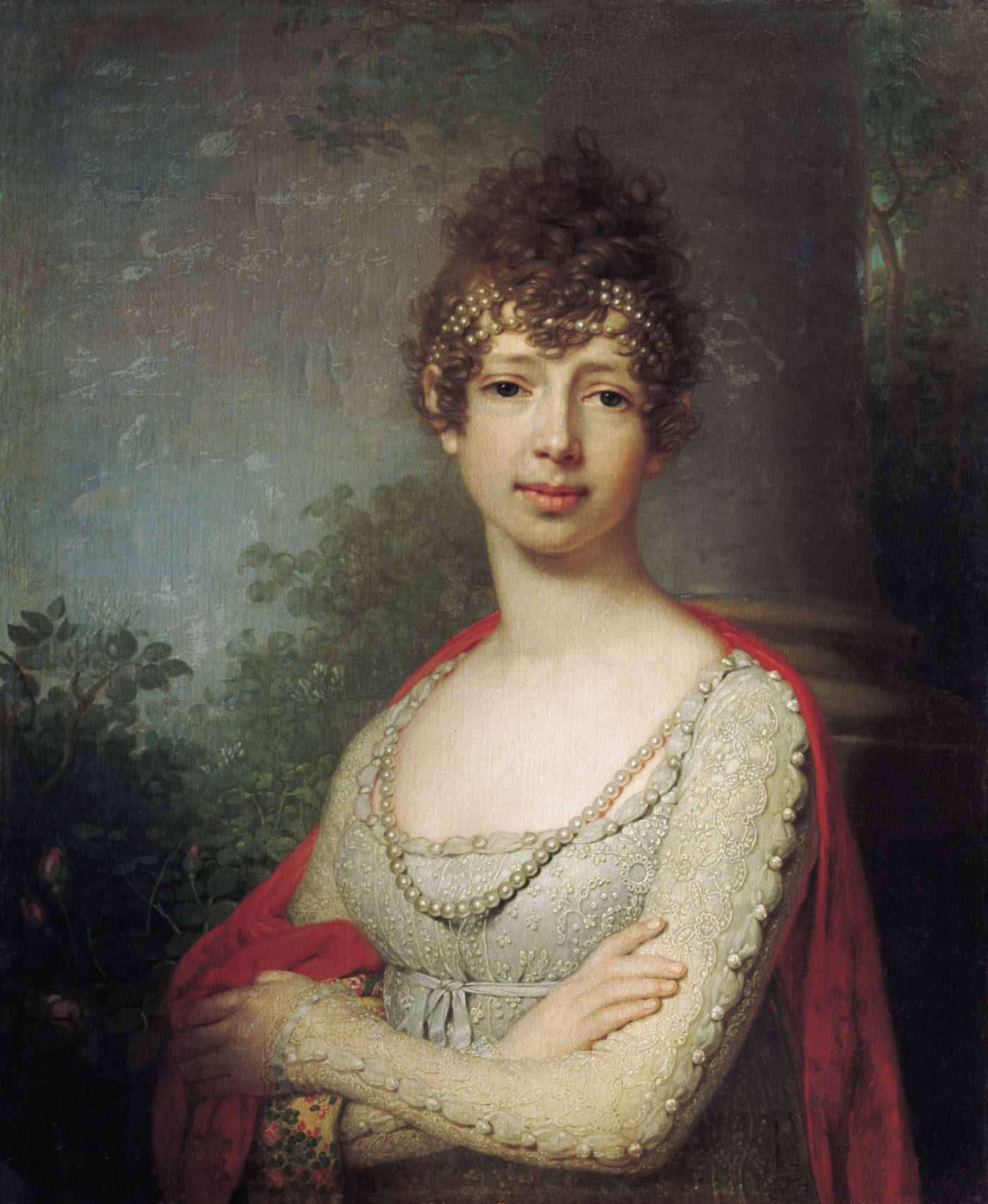
Maria Pavlovna retratada por Vladimir Borovikovsky

A princesa russa continuou as atividades de Ana Amália, que transformou Weimar em um "palácio de musas" e criou uma biblioteca única, conhecida até hoje. A residência dos grão-duques de Belvedere tornou-se um dos maiores centros culturais da Europa. O próprio Goethe aconselhou a Duquesa em questões de arte, introduzindo os fundamentos da filosofia moderna. Um grande papel na vida da Grã-Duquesa foi a caridade. Por todo o país, organizava escritórios de empréstimo para os pobres, casas de trabalho, escolas profissionais, exposições, cursos de jardinagem, casas para órfãos, tudo isso com dinheiro pessoal. 

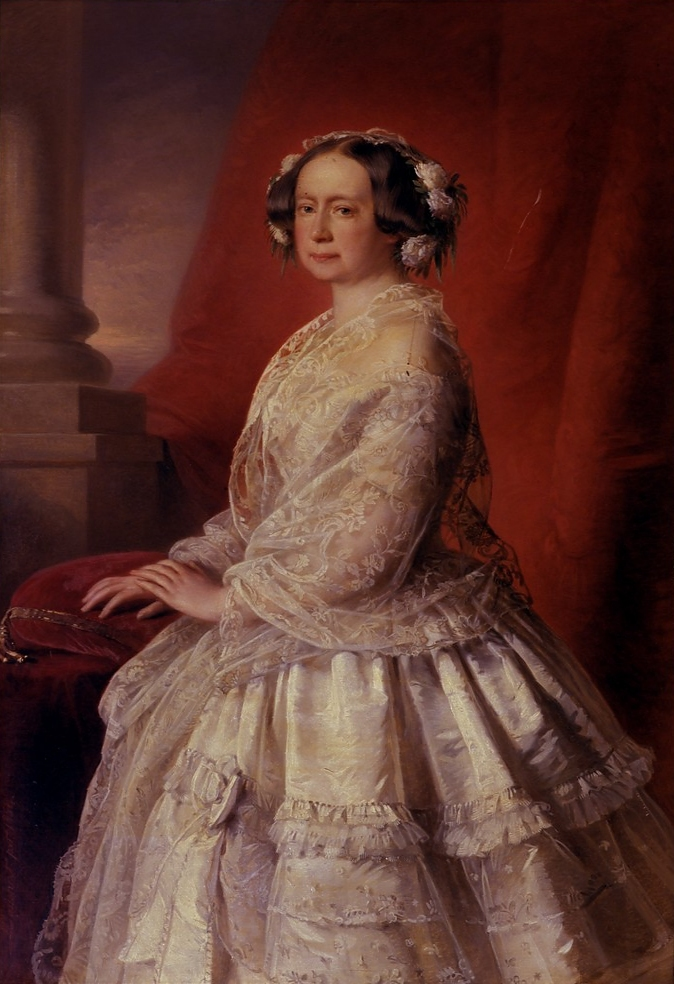
Retrato de Maria Pavlovna, Grã-Duquesa de Saxe-Weimar-Eisenach; óleo sobre tela.

Já Duquesa Viúva, fundou a "Sociedade da História", encorajando o estudo de relíquias e documentos da região de Weimar e dos seus principados vizinhos. Também fundou bolsas de incentivo, concursos de música, e o Falk Institute, famoso em toda a Europa, um abrigo para crianças de rua com duzentos lugares, foi fundado com base nas suas doações pessoais. Atuações teatrais, festividades no Jardim Ducal, atuações musicais tudo isto estava à disposição do público por insistência da princesa russa.
Maria Pavlovna interessava-se muito pelas artes, bem como por ciência. Tornou-se na padroeira da arte, ciência e bem-estar social no pobre grão-ducado de Saxe-Weimar-Eisenach. Manteve-se em contacto com Vasily Zhukovsky, um famoso poeta russo, durante toda a vida e ele dedicou-lhe um dos seus últimos poemas. A grã-duquesa tirou dez cursos na Universidade de Jena, alguns ensinados por Alexander von Humboldt e foi essencial no estabelecimento do Instituto Falcão em Weimar.
Escolheu Frédéric Soret para tutor do seu filho Carlos Alexandre, que se tornou conhecido de Johann Wolfgang von Goethe. Nos seus últimos anos de vida, Maria Pavlovna convidou Franz Liszt para a sua corte, restabelecendo o antigo nível cultural conhecido em Weimar. Contudo a sua surdez crescente impediram-na de participar na estreia de Lohengrin em Weimar no dia 28 de agosto de 1850.
Ainda mais famosas ficaram as Noites de Literatura onde os intelectuais da Universidade de Jena e outros fora do grão-ducado eram convidados a dar palestras sobre vários temas. Este círculo foi o centro de actividade da Weimar pós-clássica.
Maria morreu no dia 23 de junho de 1859 em Weimar.
Maria tinha um pequeno chalé perto de Jena, que tinha pertencido anteriormente ao teólogo protestante Griesbach, onde costumava passar o verão com os seus filhos. O seu corpo encontra-se sepultado em Weimar, numa capela em estilo russo, ao lado do Mausoléu Goethe-Schiller.

## Descendência

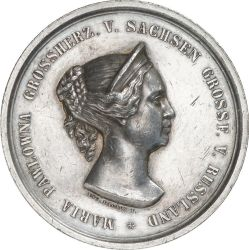
Medalha comemorativa de Maria Pavlovna

Do seu matrimónio com Carlos Frederico de Saxe-Weimar-Eisenach teve os seguintes filhos:
- Paulo de Saxe-Weimar-Eisenach (25 de setembro de 1805 - 10 de abril de 1806), morreu aos seis meses de idade.
- Maria de Saxe-Weimar-Eisenach (3 de fevereiro de 1808 - 18 de janeiro de 1877); casada com o príncipe Carlos da Prússia; com descendência.
- Augusta de Saxe-Weimar-Eisenach (30 de setembro de 1811 – 7 de janeiro de 1890); casada com o kaiser Guilherme I da Alemanha; com descendência.
- Carlos Alexandre de Saxe-Weimar (24 de junho de 1818- 5 de janeiro de 1901), grão-duque de Saxe-Weimar-Eisenach; casado com a princesa Sofia dos Países Baixos; com descendência.

## Honras
- Dama Grã-Cruz da Ordem de Santa Catarina - .